# Dancing in the Street
Dancing in the Street è un brano musicale scritto da William "Mickey" Stevenson e Marvin Gaye nel 1964 ed originariamente registrato dalle Martha and the Vandellas. Il brano divenne uno dei maggiori successi del gruppo, raggiungendo la seconda posizione della Billboard Hot 100, e ricevendo numerose cover negli anni successivi. Una delle reinterpretazioni di maggior successo del brano è senz'altro quella registrata in duetto da David Bowie e Mick Jagger nel 1985. Nel 2019 anche la band britannica The Struts ha pubblicato una cover seguita anche da un videoclip registrato appunto in strada.

## La versione di Bowie/Jagger
La versione di Dancing in the Street della coppia Bowie-Jagger fu ideata come parte del movimento caritatevole Live Aid, ed inizialmente si era pensato di far registrare ai due cantanti One Love di Bob Marley, opzione poi scartata. Nel giugno 1985 Bowie stava lavorando alla colonna sonora di Absolute Beginners, e fu raggiunto da Jagger per registrare il brano agli Abbey Road Studios. Il brano fu registrato in appena quattro ore, e subito dopo i due cantanti si recarono ai London Docklands per girare il video del brano (diretto da David Mallet), che fu pronto in sole 13 ore. Il resto della lavorazione fu eseguita da Jagger a New York.
Il singolo di Dancing in the Street, i cui proventi andarono interamente in beneficenza, raggiunse la vetta della Official Singles Chart e vi rimase per quattro settimane e nei Paesi Bassi per tre settimane. 
Notevole successo il brano lo ebbe anche in quasi tutti i paesi d'Europa e negli Stati Uniti, dove il brano riuscì ad arrivare fino alla settima posizione della Billboard Hot 100. Per Bowie Dancing in the Street fu l'ultimo singolo al numero uno della sua carriera, mentre l'unico per Jagger nel Regno Unito.
Il video di Dancing in the Street venne trasmesso due volte durante l'evento Live Aid, oltre che nei cinema, prima della proiezione del film Per favore, ammazzatemi mia moglie, nel quale Jagger partecipava alla colonna sonora.
Nonostante l'enorme successo del brano, Dancing in the Street ed il suo relativo video, non godono di grande popolarità sia fra i fan di Bowie che fra quelli di Jagger. Entrambi in fandom alludono all'accoppiamento con il termine Ja-Bo (o JaBo), una allusione scherzosa, ai soprannomi dati di solito dai media alle coppie celebri. Il termine Ja-Bo è stato coniato dal celebre sito internet di musica rock Rock Town Hall, che nel 2007 ha nominato il video "Crimine rock del secolo".
Nel 2011 il video raggiunge la dodicesima posizione nella classifica "50 Worst Music Video Ever" redatta dal New Musical Express. Sempre nel 2011, nella diciassettesima puntata della nona stagione del cartone animato "I Griffin" viene mostrato il video all'interno della puntata, venendo presentato come "il video più gay della storia" e viene commentato da Peter Griffin con la frase "è successo e non abbiamo fatto nulla per impedirlo".

### Tracce

#### 7": EMI / EA 204 (UK)
1. "Dancing in the Street" (Gaye, Stevenson, Hunter) — 3:14
2. "Dancing in the Street" (instrumental) (Gaye, Stevenson, Hunter) — 3:14

#### 12": EMI / EA 204 (UK)
1. "Dancing in the Street" (Steve Thompson mix) — 4:40
2. "Dancing in the Street" (dub version) — 4:41
3. "Dancing in the Street"  — 3:14

### Classifiche
| Classifica (1985)             | Posizione massima |
| ----------------------------- | ----------------- |
| Australia                     | 1                 |
| Austria                       | 6                 |
| Belgio (Fiandre)              | 2                 |
| Canada                        | 6                 |
| Europa                        | 1                 |
| Finlandia                     | 1                 |
| Francia                       | 14                |
| Germania                      | 6                 |
| Irlanda                       | 1                 |
| Italia                        | 3                 |
| Norvegia                      | 3                 |
| Nuova Zelanda                 | 2                 |
| Paesi Bassi                   | 1                 |
| Regno Unito                   | 1                 |
| Spagna                        | 1                 |
| Stati Uniti                   | 7                 |
| Stati Uniti (dance club)      | 4                 |
| Stati Uniti (mainstream rock) | 3                 |
| Svezia                        | 4                 |
| Svizzera                      | 9                 |

## Cover
- 1965 - The Kinks
- 1966 - The Mamas & the Papas
- 1968 - The Carpenters
- 1979 - Neil Diamond
- 1982 - Van Halen
- 1993 - Whoopi Goldberg, Kathy Najimy, Mary Wickes & Andrea Robinson
- 1986 - Matt Bianco
- 2002 - Atomic Kitten
- 2003 - Nikki Webster
- 2006 - UPA Dance
- 2019 - The Struts